# Vil·la Formosa (Font-rubí)
La Vil·la Formosa és un edifici de Font-rubí (Alt Penedès) que forma part de l'Inventari del Patrimoni Arquitectònic de Catalunya. La vil·la Formosa-Janer va ser construïda a principis d'aquest segle.

## Descripció
És un edifici aïllat, situat a la part alta del terme de Font-rubí, al peu de la carretera a Vilafranca, en el nucli de l'Avellà. Té una sola planta amb soterrani. La composició de les façanes és simètrica, organitzada verticalment per pilastres decoratives de maó vist i horitzontalment per una cornisa del mateix material, que també és utilitzat al voltant de portes i finestres. Els elements més remarcables de la façana principal són l'escalinata d'accés amb balustres i els ulls de bou situats damunt la cornisa. La construcció es corona amb coberta de teula a quatre vessants. Un jardí davanter i un hort a la part posterior completen el conjunt.